# 网络舆情杂志
《网络舆情》雜誌於2008年6月20日創刊，是一本主要於中國大陸發行的輿情監測雜誌，由人民网舆情监测室發行，以政府部门各级党政军领导為主要讀者，將互联网的社情民意和舆情动向整理综述的内参读物，被稱為「史上最贵的杂志」（根據2010年報道，該雜誌訂閱費用為人民幣每年3,800元，共约有4,000个用户，到2011年8千冊以上的訂閱量）。

## 訂閱量與主要讀者
《網絡輿情》雜誌為人民網網絡輿情服務的綫下産品，雜誌訂閱量2011年超過8千冊（約佔網絡輿情收入的一半）。
由於网络舆情监测行业主要的客户来源是政府部门，《网络舆情》杂志以“帮领导干部读网”为定位，從事網絡輿情的政務監測，以互联网为主要信息来源來反映社情民意和舆情动向，整理總結給各级党政军领导參考。《网络舆情》的目標讀者為：「各级党政军领导，党委常委，政府党组，人大、政协、公检法单位领导，以及各民主党派、社团组织，开发区管委会，高等院校，企事业单位领导、管理者等，以司局级以上领导干部为重点参阅对象，经批准现扩大到县处级领导干部。」
自我標榜為「国内惟一一份具有国家正式内参号的内参读物」（内参指内部发行參考的机密文件，是中共高层重要的政治信息文件之一），《网络舆情》和新华网的《舆情在线》、检察日报社的《正义网舆情监测系统》等產品及服務類似，以強調是中央级媒体下属机构的政府背景，來增加客源並爭取订单。
儘管互聯網廣告收入占人民網業務比率最大（2011年達60%），人民網預計網絡輿情業務因為「有核心竞争力的产品」而「有顯著的先發優勢」，將會成為其業務的重要增長點。

## 內容與主編
主要內容
《网络舆情》以政務輿情監測為主，為人民网舆情监测室接近2億輿情業務年收入的一部份；按週每周一及週四發行研究版、時事版及企業版不同版本：週一研究版含舆情专供、危机管理案例、政府舆论调控、网站得意之作等等，供司局级以上领导干部参阅。周四时事版對一周舆情综述及排行進行介紹，並解读新闻背景及干部人事。周一企业版則回顾一周财经、網民對企業的聲音、企業危机管理案例等。《網路輿情》亦有Pad版。
主编
《网络舆情》执行主编為祝华新，負責单位舆情业务交流及《网络舆情》订阅，祝华新自2007年山西“黑砖窑”事件起，从事网络舆情研究，人民网舆情监测室成立在2008年奥运会前夕，以每天一期方式报送有关部门“负面舆情”。

## 仿傚者
荆楚网仿傚人民网《网络舆情》办了杂志做网络问政，希望建立舆情倒逼的机制。由北京市互联网信息办公室和中国人民大学新闻学院於2012年創刊合办《首都网络舆情》則為半月刊，為供北京市厅局级以上领导干部阅读的一份舆情内参；不同於《网络舆情》雜誌的人員組成，編輯《首都网络舆情》為人大新闻学院教師黄河和周俊担，及十余名在读博硕士生。

## 對网络舆情監測的批評
由於《网络舆情》雜誌開創出的网络舆情監測產業主要是幫助領導讀網上民意，因此批評者認為這是將網上民意視為「監察」對象，而誤導了正確了解網絡輿情的出發點，不在於政府是否「參與輿論」，而是應該「鼓勵政策審議（policy deliberation）的文化……以具體步驟……建立一個理性討論的平台（不論網上還是網下），讓不同意見者協商討論尋求共識」。

## 外部連結
- 网络舆情官網 （页面存档备份，存于）